# Rabi Ray
Rabi Ray, född 26 november 1926 i byn Bhanagarh i Puri-distriktet i Orissa, död 6 mars 2017 i Cuttack i Odisha, var en indisk politiker som var talman i underhuset Lok Sabha 1989 - 1991. Han hade studerat historia och juridik i Cuttack.
Ray var som ung studentledare och socialist, och anslöt sig till indiska socialistpartiet 1948. Han satt med i den allindiska partistyrelsen under en rad år sedan socialistpartiet 1952 gått ihop med Kisan Mazdoor Praja Party för att bilda Praja Socialist Party, och var partisekreterare 1960. Efter diverse partisplittring och återbildande av partier valdes Ray in i Lok Sabha 1967 från en valkretsen Puri i Orissa för Samyukta Socialist Party. Mellan 1974 och 1980 satt han sedan som ledamot i Rajya Sabha.
I valet 1977, som hölls i efterdyningarna av Indira Gandhis undantagstillstånd, gjorde det gamla maktpartiet Kongresspartiet stora förluster till det nya centerpartiet Janata Party, som nu kunde bilda regering: Ray, som nu bytt parti, blev hälso- och familjeminister, samtidigt som han också var partisekreterare i Janata Party, till dess Kongresspartiet 1980 återkom till makten.
Vid valet 1989 valdes Rabi Ray in i Lok Sabha från valkretsen Kendrapara för partiet Janata Dal. I en församling där inget block kunde mönstra en säker majoritet valdes han då enhälligt till dess talman. Under hans korta tid som talman splittrades hans eget parlamentariska parti i två delar. Han anses trots sin korta tid som talman också ha hunnit förnya arbetet i Lok Sabha.